# Station Maubray

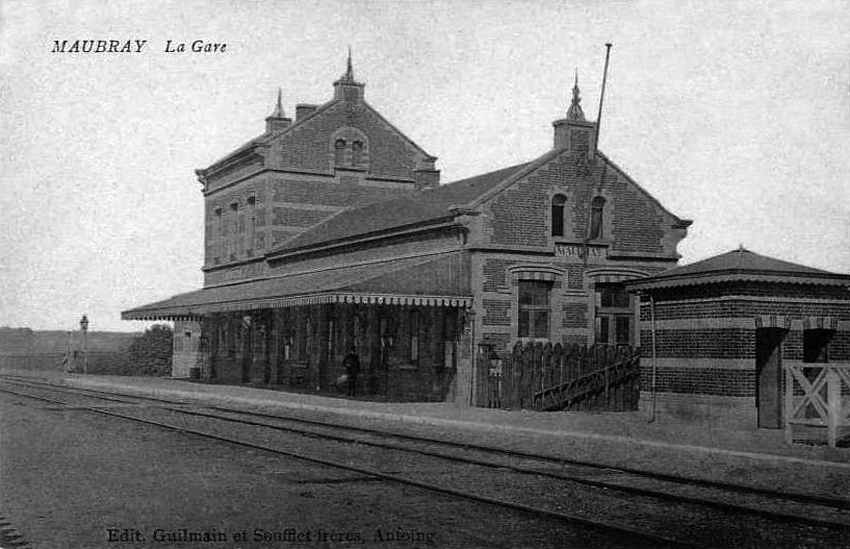
Station Maubray omstreeks 1900

Station Maubray is een spoorwegstation langs spoorlijn 78 (Doornik - Saint-Ghislain) in Maubray, een deelgemeente van de stad Antoing. Het is nu een stopplaats.

## Treindienst
| Serie       | Treinsoort          | Route                                          | Bijzonderheden                                            |
| ----------- | ------------------- | ---------------------------------------------- | --------------------------------------------------------- |
| P 7560/8560 | Piekuurtrein (NMBS) | Bergen – [ Quiévrain ] / [ Maubray – Doornik ] | Rijdt alleen op werkdagen.                                |
| P 7580/8580 | Piekuurtrein (NMBS) | Aat – Bergen – Maubray – Doornik               | Rijdt alleen op werkdagen. Een trein verder naar Doornik. |
| P 7860/8860 | Piekuurtrein (NMBS) | Bergen – [ Quiévrain ] / [ Maubray – Doornik ] | Rijdt alleen op werkdagen.                                |

## Reizigerstellingen
De grafiek en tabel geven het gemiddeld aantal instappende reizigers weer op een week-, zater- en zondag.
| Tabel: aantal instappende reizigers station Maubray | Tabel: aantal instappende reizigers station Maubray | Tabel: aantal instappende reizigers station Maubray | Tabel: aantal instappende reizigers station Maubray |
|                                                     | Weekdag                                             | Zaterdag                                            | Zondag                                              |
| --------------------------------------------------- | --------------------------------------------------- | --------------------------------------------------- | --------------------------------------------------- |
| 1977                                                | 110                                                 | 23                                                  | 23                                                  |
| 1978                                                | 103                                                 | 23                                                  | 14                                                  |
| 1979                                                | 142                                                 | 20                                                  | 21                                                  |
| 1980                                                | -                                                   | -                                                   | 19                                                  |
| 1981                                                | 107                                                 | 9                                                   | -                                                   |
| 1982                                                | 115                                                 | 21                                                  | 19                                                  |
| 1983                                                | 108                                                 | 36                                                  | 22                                                  |
| 1984                                                | 52                                                  | -                                                   | -                                                   |
| 1985                                                | 41                                                  | -                                                   | -                                                   |
| 1986                                                | 40                                                  | -                                                   | -                                                   |
| 1987                                                | 58                                                  | -                                                   | -                                                   |
| 1988                                                | 57                                                  | -                                                   | -                                                   |
| 1989                                                | 41                                                  | -                                                   | -                                                   |
| 1990                                                | 30                                                  | -                                                   | -                                                   |
| 1991                                                | 45                                                  | -                                                   | -                                                   |
| 1992                                                | 50                                                  | -                                                   | -                                                   |
| 1993                                                | 41                                                  | -                                                   | -                                                   |
| 1994                                                | 26                                                  | -                                                   | -                                                   |
| 1995                                                | 20                                                  | -                                                   | -                                                   |
| 1996                                                | 26                                                  | -                                                   | -                                                   |
| 1997                                                | 23                                                  | -                                                   | -                                                   |
| 1998                                                | 31                                                  | -                                                   | -                                                   |
| 1999                                                | 30                                                  | -                                                   | -                                                   |
| 2000                                                | 17                                                  | -                                                   | -                                                   |
| 2001                                                | 14                                                  | -                                                   | -                                                   |
| 2002                                                | 23                                                  | -                                                   | -                                                   |
| 2003                                                | 18                                                  | -                                                   | -                                                   |
| 2004                                                | 21                                                  | -                                                   | -                                                   |
| 2005                                                | 28                                                  | -                                                   | -                                                   |
| 2006                                                | 26                                                  | -                                                   | -                                                   |
| 2007                                                | 28                                                  | -                                                   | -                                                   |
| 2008                                                | -                                                   | -                                                   | -                                                   |
| 2009                                                | 28                                                  | -                                                   | -                                                   |
| 2010                                                | -                                                   | -                                                   | -                                                   |
| 2011                                                | -                                                   | -                                                   | -                                                   |
| 2012                                                | 24                                                  | -                                                   | -                                                   |
| 2013                                                | 17                                                  | -                                                   | -                                                   |
| 2014                                                | 29                                                  | -                                                   | -                                                   |
| 2015                                                | 23                                                  | -                                                   | -                                                   |
| 2016                                                | 17                                                  | -                                                   | -                                                   |
| 2017                                                | 23                                                  | -                                                   | -                                                   |
| 2018                                                | 16                                                  | -                                                   | -                                                   |
| 2019                                                | 15                                                  | -                                                   | -                                                   |
| 2020                                                | 19                                                  | -                                                   | -                                                   |
| 2021                                                | -                                                   | -                                                   | -                                                   |
| 2022                                                | 16                                                  | -                                                   | -                                                   |
| 2023                                                | 22                                                  | -                                                   | -                                                   |
| 2024                                                | 10                                                  | -                                                   | -                                                   |

0,0: Saint-Ghislain ·
2,6: Boussu-Haine ·
4,6: Hautrage ·
8,4: Ville-Pommerœul ·
11,1: Harchies ·
14,6: Blaton ·
16,5: Basècles-Groeven ·
20,3: Péruwelz ·
25,3: Callenelle ·
28,5: Maubray ·
32,5: Antoing ·
35,2: Vaulx ·
39,0: Doornik